# Nouvelle Vague (film, 1990)
Pour les articles homonymes, voir Nouvelle Vague (homonymie).
Pour plus de détails, voir Fiche technique et Distribution.
Nouvelle Vague est un  film franco-suisse réalisé par Jean-Luc Godard et sorti en 1990.
Le film met en scène une femme riche, belle, active, qui renverse un homme sur la route. Elle le ramène chez elle, le prend en charge, le loge dans sa luxueuse maison au bord du lac Léman, au milieu des serviteurs et de ses collaborateurs. Silencieux, penseur, il s'installe dans sa vie et devient pour elle une sorte de pendant à sa suractivité. Mais son repli sur lui-même l'irrite, et, lors d'une baignade au milieu du lac, elle le fait tomber à l'eau et le laisse se noyer. Puis elle reprend sa vie active. Quelque temps plus tard, un autre homme arrive, au physique identique. Il se dit son frère, au courant du meurtre, et obtient de diriger une des sociétés de la femme en échange de son silence. Cette fois, c'est un homme actif, brillant, autoritaire. Ils deviennent amants, mais c'est lui maintenant qui dirige tout tandis qu'elle se laisse aller. La scène se répète : ils partent en bateau sur le lac, mais c'est elle qui tombe à l'eau et commence à se noyer : il la sauve, et reste près d'elle, montrant son vrai visage : un peu de chaque homme est en lui.
Tous les dialogues et même les commentaires en voix hors champ sont des citations poétiques et littéraires de divers auteurs, dont Georges Bataille, Raymond Chandler, Fiodor Dostoïevski, William Faulkner, André Gide, Ernest Hemingway, Karl Marx, Arthur Rimbaud, Jean-Jacques Rousseau, Arthur Schnitzler, Mary Shelley ou Dante Alighieri.

## Synopsis
Le visionnage du film est ponctué d'intertitres en caractères blancs sur fond noir, généralement en latin et parfois traduites en français, qui représentent une sorte de découpage en courts chapitres.

### Incipit lamentatio
La comtesse Elena Torlato-Favrini est seule au volant de sa Maserati immatriculée MI sur une route de banlieue lorsqu'elle remarque un vagabond sous un arbre, qui a peut-être été renversé par une voiture. Elle remarque qu'il porte autour du cou une chaîne avec un pendentif en forme de ankh. Elle le ramène chez elle, le prend en charge, le loge dans sa luxueuse maison au bord du lac Léman, au milieu des serviteurs et de ses collaborateurs.
Quelque temps s'est écoulé ; le vagabond, qui se nomme Roger Lennox, rasé et élégamment vêtu, devient un homme charmant ; il se promène d'un air ahuri dans la fabrique que possède la comtesse italienne, qui l'embrasse avec transport.

### De rerum natura
Elena Torlato-Favrini lit La Repubblica, alterne la langue française avec quelques phrases en italien et vit dans une immense maison de campagne en Suisse, entourée d'un magnifique parc sur les rives du lac Léman, dans lequel travaillent un jardinier et sa famille. Les amis et connaissances de la comtesse n'approuvent pas sa relation avec Lennox, en particulier l'avocat Raoul qui pense que c'est la première fois qu'elle est conquise de la sorte par un homme.

### Res, non verba
Arrivé à la villa avec sa femme, Raoul fait longuement la morale à Lennox, puis danse devant lui avec Elena en affichant sa confiance. Cependant, il est jaloux de la relation entre la comtesse et Roger Lennox, auquel la jeune femme s'abandonne comme à un amour longtemps attendu.

### Ein, zwei, Drei, die Kunst ist Frei
Il y a un déjeuner avec de nombreux invités chez les Torlato-Favrini, ils sont actionnaires de la société de la comtesse ; Raoul et Elena voudraient reprendre Warner, parmi les opposants se trouvent Joe Lisbon et sa femme, l'écrivain Dorothy Parker, mais ils ne possèdent que 3% de la propriété. Elena supervise la préparation des tables, très attentive au silence de Roger. Un commentaire hors-champ interprète ses pensées : « Les femmes aiment l'amour, les hommes aiment la solitude ».
Roger Lennox lui reproche de décider aussi de son destin, et de ne pas prêter attention aux autres. Le majordome maltraite brutalement les serveurs ; un invité demande qui connaît Schiller, la bonne intervient et récite de mémoire quelques vers du poète.
Cela fait déjà huit mois que la relation entre Elena et Roger se poursuit. Ils se promènent tous les deux dans l'immense parc situé entre la villa et le lac ; elle parle de travail au téléphone, il est toujours habillé de beaux vêtements, probablement choisis pour lui par sa maîtresse. Un jour, ils embarquent sur le lac en bateau à moteur, elle dit aux domestiques qu'ils vont dîner chez les De Sica, mais arrête le bateau au milieu du lac et plonge dans l'eau en maillot de bain. Elle l'invite à la suivre, Roger refuse car il ne sait pas nager. Elena insiste, ils s'insultent, puis elle lui demande de l'aider à se relever en lui tendant la main. En fait, elle le tire dans l'eau, monte dans le bateau et ne fait rien pour l'aider. Roger appelle à l'aide, ne peut pas rester à flot, puis coule.

### Solo cello and voice
L'hiver est arrivé, il pleut sur la villa, le parc et le lac. Raoul demande au majordome de faire disparaître les chaussures de Roger Lennox.

### The long goodbye
La voix hors champ d'Elena Torlato-Favrini récite des versets de la Divine Comédie tandis qu'il continue de pleuvoir au bord du lac.

### Veni creator
Le printemps revient dans le parc.

### Je est un autre
Raoul et sa femme arrivent comme invités à la villa, Dorothy Parker et son mari sont également présents. Raoul apprend de Cécile, la fille du jardinier, que Roger revient : une nuit, un homme sous ses traits frappe à la porte en prétendant être Richard, le frère de Lennox ; après une longue discussion, la comtesse l'accepte, mais Cécile est convaincue qu'il s'agit de Roger ressuscité. Raoul demande à Elena une explication ; elle se plaint qu'elle était seule quand il est arrivé, et qu'elle ne savait pas comment gérer la situation.

### Ecce homo
Richard a un caractère très différent de celui de son frère, moins docile et introverti, plus porté sur les affaires ; il commence donc naturellement à collaborer avec les associés d'Elena.

### Romanza et toccata
Les associés d'Elena ramènent du Liban ravagé par la guerre civile, où ils sont allés faire des affaires, un tableau : la Maja nue de Goya, acheté dans un coffre-fort de Beyrouth.

### Acta est fabula - Tout et rien d'autre
Richard est maintenant en charge de toutes les affaires de Torlato-Favrini, même Raoul doit lui répondre. Un long travelling montre de l'extérieur les pièces de la villa la nuit, de gauche à droite, puis en arrière lorsque les lumières s'éteignent dans les pièces.

### Ton serviteur
L'été arrive tôt, le beau temps illumine le lac et la villa.

### Les choses, non les mots
Sous la direction de Richard, les affaires sont en plein essor ; Elena semble se replier sur elle-même, elle se sent obligée d'aimer cet homme en raison de sa ressemblance avec Roger.

### Mourir de ne pas mourir
Elena et Richard sortent sur un bateau sur le lac, elle est entièrement habillée, il porte son maillot de bain sous son peignoir. Les conditions de la noyade de Roger semblent se répéter à l'envers : Richard plonge et l'invite à le suivre, elle résiste. Puis Elena tombe dans l'eau, il l'a probablement entraînée. Richard remonte dans le bateau, se sèche, elle ne peut pas se maintenir à flot avec ses vêtements et ses chaussures. Il a l'air pensif, il réfléchit. Quand il est presque trop tard, il se penche et lui prend la main.

### Omnia vincit amor
Elena congédie tous les domestiques, le jardinier et la famille quitte la villa. Elena et Richard semblent vivre une idylle. Ils se préparent à partir en voyage dans la Maserati ; pour l'occasion il porte un pendentif, elle le reconnaît : c'est le même qu'elle avait vu au cou de Roger le premier jour.
Alors vous êtes vous ? lui demande-t-elle. Je suis moi et tu es toi est la réponse.

## Fiche technique
- Titre original : Nouvelle Vague
- Réalisation :	Jean-Luc Godard
- Scénario : Jean-Luc Godard
- Assistants-réalisation : Emmanuel Finkiel, Jean-Marie Gindraux
- Direction artistique : Anne-Marie Miéville
- Costumes : Ingebord Dietsche, Marie-Françoise Perochon, Melusine Shamber
- Maquillages : José De Luca
- Coiffures : Patrick Villain
- Photographie : William Lubtchansky, Christophe Pollock, Frank Messmer, Hélène Sebillotte, Guy Antoine Boleat, Pierre Speyer, Jean-Michel Vincent, Jim Howe, Richard Weber
- Son :	François Musy, Pierre-Alain Besse, Henri Morelle, Miguel Rejas, Willi Studer
- Montage : Jean-Luc Godard
- Producteur délégué : Alain Sarde
- Directeurs de production : Christine Gozlan, Emmanuel Finkiel, Hervé Duhamel, Claudia Sontheim, François Roch, Jean-Marie Gindraux, Claude Chiquet
- Sociétés de production : Sara Films (France), Périphéria (France), Canal+ (France), Films A2 (France), Vega Films (Suisse), TSR (Télévision Suisse Romande), CNC (France), Sofica Investimage (France)
- Sociétés de distribution : AMLF (France), Pathé Distribution (France)
- Pays de production :  France,  Suisse
- Langue de tournage : français
- Lieu de tournage : Genève (Suisse)
- Format : 35 mm — couleur — 1.37:1 — son Dolby
- Genre : drame
- Durée : 90 minutes
- Date de sortie :
  - France : 23 mai 1990
- (fr) Classifications CNC : tous publics, Art et Essai (visa d'exploitation no 60103 délivré le 30 mai 1990)

## Distribution
- Alain Delon : « Lui », Roger Lennox et Richard Lennox
- Domiziana Giordano : « Elle », Elena Torlato-Favrini
- Roland Amstutz : Jules, le jardinier
- Laurence Côte : Cécile, la gouvernante
- Jacques Dacqmine : le PDG
- Christophe Odent : Raoul Dorfman, l'avocat
- Laurence Guerre : Della, la secrétaire
- Joseph Lisbona : le docteur Parker
- Laure Killing : Dorothy Parker, la femme du docteur
- Belkacem Tatem
- Véronique Muller : l'amie de Raoul no 1
- Maria Pitarresi : l'amie de Raoul no 2
- Jacques Viallette : le directeur de l'usine
- Brigitte Marvine : la journaliste du restaurant
- Cécile Reigher : la serveuse
- Steve Suissa : le serveur du restaurant
- Pascal Sablier : le client iranien
- Violaine Barret : la femme du jardinier
- Raphaël Delpart
- Joe Sheridan

## Thèmes
C'est sans doute le film le plus élégiaque de Godard, avec une nature superbement filmée et un style lyrique de mouvements de caméra fluides qui « sculptent » la relation amoureuse entre les protagonistes. Godard évite ici de juxtaposer (comme dans beaucoup de ses films depuis 1968) des séries d'images différentes pour travailler sur leur relation, et ne raconte pas non plus l'échec de la « fabrication » d'un film ; chaque image possède plus d'un sens et une dimension avec des références lointaines, qui fonctionnent comme des échos musicaux.
Ce film traite de l'amour, un thème clé chez Godard, et de ses liens avec d'autres éléments, tels que la pitié, le pouvoir, la soumission. L'objectif de Godard est de réaliser des images qui ne sont pas une fin en soi, mais qui véhiculent des significations plus profondes, comme dans la tradition du formalisme cinématographique développée par Sergueï Eisenstein. D'autres tòpoi chers à l'auteur sont également présents, comme les différences liées à l'appartenance sociale et l'échec du mode de vie occidental au profit d'une renaissance de l'homme.

## Production
Godard commence à travailler sur Nouvelle Vague en mai 1989, dès qu'il a terminé les deux premiers épisodes de ses Histoire(s) du cinéma ; on ne peut pas dire que l'idée de base soit nouvelle : déjà en 1964, le réalisateur avait en effet pensé à un sujet dans lequel sa femme, l'actrice Anna Karina, devait interagir avec deux hommes joués par un seul acteur. Lorsque l'idée se concrétise, Godard et l'équipe de production (Marin Karmitz et MK2) pensent à Marcello Mastroianni, que le réalisateur rencontre dans un hôtel parisien. Travailler avec le grand acteur italien titille l'imagination de Godard, mais la rupture avec Karmitz, auquel Mastroianni est lié par contrat, intervient et rien ne se passe.
Le projet d'un film sur la Neuvième symphonie de Beethoven, dans lequel le rôle du musicien devait être interprété par l'auteur-compositeur-interprète Léo Ferré, a également été abandonné. Godard a repris le travail avec le producteur Alain Sarde et le projet d'un film avec un seul acteur pour deux rôles différents est redevenu réalité. Le scénario ne comporte que cinq pages dactylographiées, dans lesquelles, cependant, le film entier existe déjà. C'est Sarde qui pense à Alain Delon pour le premier rôle masculin : l'acteur se sent à l'étroit dans le rôle de flic qu'il s'est cousu, et voit dans la collaboration avec Jean-Luc Godard une occasion incontournable de se relancer. Acteur et réalisateur se rencontrent au début du mois de juin 1989. Alors que le premier y voit une opportunité de rédemption en dehors du cinéma commercial, le second cultive ses propres idées : il est intéressé à utiliser Delon avant tout comme un visage familier, le corps d'un homme vieilli avec dignité, un acteur français des années 1960 négligé par la Nouvelle Vague.
Comme tout acteur qui se respecte avant d'accepter un rôle, Delon exige un scénario, mais Godard est connu pour travailler à l'instinct, jour après jour sur le plateau ; cependant, parce qu'il tient à l'avoir dans le film, il lui remet une compilation de textes littéraires recueillis par son assistant Hervé Duhamel, trouvés parmi les auteurs les plus disparates du monde entier ; c'est pour cette raison que tous les dialogues et les voix hors champ du film sont des citations littéraires ; mais elles sont tellement mélangées et rabâchées que Godard lui-même avoue être incapable de les reconnaître.
Le tournage débute le 4 septembre 1989 dans une propriété située au bord du lac Léman en Suisse, à quelques kilomètres de la maison de Godard à Rolle ; la grande demeure rappelle beaucoup celle où le réalisateur a passé son enfance, à Anthy, sur la rive opposée du même lac. L'usine qui apparaît dans certaines des premières scènes est située dans la banlieue de Genève : c'est là que Godard orchestre un véritable morceau de virtuosité cinématographique, un travelling d'une complexité sans précédent, qui, outre Delon, comprend huit autres acteurs qui entrent et sortent de la scène pendant que la caméra se déplace latéralement ; le tout filmé pendant seulement trois heures de tournage.

## Musique
- Paolo Conte : Blue Tango
- David Darling : Far Away Lights, Solo Cello, Clouds, Solo Cello And Voice
- Gabriella Ferri : A Zaza
- Paul Giger : Crossing
- Paul Hindemith : Mathis der Maler (Grablegung), Trauermusik, Mathis der Maler (Versuchung des heiligen Antonius), Sonate für Viola (1937), Sonate für Bratsche allein Op. 25/1
- Heinz Holliger : Trema für Violoncello solo
- Werner Pirchner : Kammer-Symphonie, Sonate vom rauen Leben, Do You Know Emperor Joe, Kleine Messe um „C“ für den lieben Gott
- Dino Saluzzi : Winter, Transmutation, Andina
- Arnold Schoenberg : Verklärte Nacht
- Jean Schwartz : Charta Koa
- Patti Smith : Distant Fingers

### Discographie
- 1997 : Jean-Luc Godard / Nouvelle vague (ECM NEW SERIES 1600/01 449 891-2, ECM Records, Munich), coffret incluant :
  - Portfolio avec liste des œuvres musicales.
  - Livret contenant l’essai trilingue (français, allemand, anglais), Le Regard intérieur de Claire Bartoli, auteur et comédienne non-voyante.
  - Double CD, BO remixée numériquement par François Musy, album produit par Manfred Eicher :
    - CD 1, durée 50 minutes
    - CD 2, durée 38 minutes

## Accueil critique
Vincent Canby, dans une critique parue dans le New York Times, a condamné le film comme n'étant guère plus qu'un « long métrage publicitaire pour rouge à lèvres », concluant que « seules les personnes qui méprisent les grands films de Godard... pourraient être autre chose qu'attristées par celui-ci ». La conclusion de sa critique qui pointait du doigt le manque de succès du film aux États-Unis était « la fête est finie », se lavant apparemment les mains de la carrière de Godard et du film. Cependant, le film a été défendu ailleurs et a été salué comme l'un des meilleurs films de l'année par des critiques tels que celles de Hoberman ou Rosenbaum,. L'opinion de Canby a également été contestée par des critiques et des chercheurs ultérieurs. Dans son ouvrage The Films of Jean-Luc Godard : Seeing the Invisible, David Sterritt consacre un chapitre entier au film, le qualifiant d'« œuvre compliquée » qui a « des liens particulièrement forts avec Je vous salue, Marie et les autres films de la trilogie du sublime ».

« Nouvelle Vague est un film insaisissable, dont la profondeur et le mystère ne peuvent être épuisés même après de nombreux visionnages. Mais même un seul suffit pour apprécier sa beauté. »

— Alberto Farassino